# Amchaur
Amchaur (nep. आमचौरा) – gaun wikas samiti w zachodniej części Nepalu w strefie Mahakali w dystrykcie Baitadi. Według nepalskiego spisu powszechnego z 2011 roku liczył on 891 gospodarstw domowych i 4802 mieszkańców (2685 kobiet i 2117 mężczyzn).